# Frédéric Voisin
Pour les articles homonymes, voir Voisin.
Frédéric Eugène Voisin, né à Cloyes-sur-le-Loir le 17 décembre 1827 et mort à Sèvres le 18 février 1888, est un auteur dramatique français.

## Œuvres
- 1863 : Cor et Amour, vaudeville en un acte
- 1863 : Le Pays latin, drame en cinq actes mêlé de chant, tiré du roman de Henry Murger, avec Dunan Mousseux et Henri Mareuge, théâtre des Folies-dramatiques, 25 octobre
- 1865 : Les Amours d'été, folie-vaudeville en quatre actes, avec Auguste Polo, théâtre des Folies-Dramatiques, 15 juillet
- 1867 : Une conquête en Algérie, à-propos patriotique